# Palacio Barolo

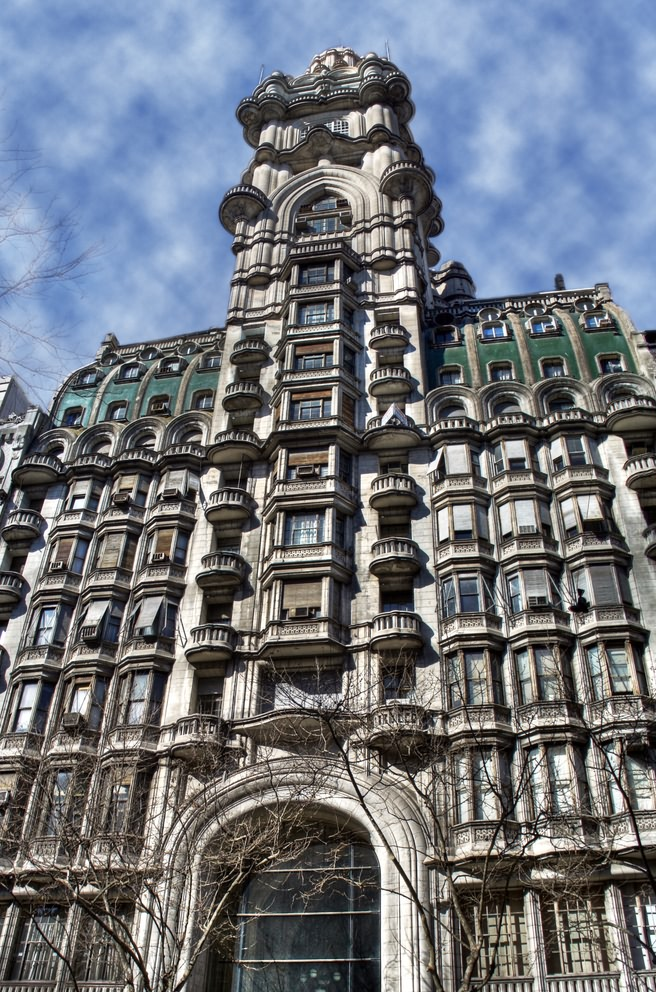
Palacio Barolo

Der Palacio Barolo ist ein Bürogebäude mit 22 Stockwerken im Stadtteil Montserrat in der argentinischen Hauptstadt Buenos Aires, Avenida de Mayo 1370.

## Beschreibung
Der Palacio Barolo wurde zwischen 1919 und 1923 nach einem Entwurf des aus Italien stammenden Architekten Mario Palanti erbaut. Das Gebäude hat 22 Geschosse, ist rund 100 Meter hoch und hat eine Nutzfläche von 16.630 m². Der Baustil ist eklektizistisch. Konstruktiv besteht das Bauwerk vollständig aus Eisenbeton, mit der Ausführung war die argentinische Niederlassung der deutschen Bauunternehmung Wayss & Freytag AG beauftragt.
Das Gebäude wurde von dem Unternehmer Luis Barolo in Auftrag gegeben. Barolo war ein italienischer Einwanderer, der 1890 nach Argentinien kam und durch die Herstellung von Strickwaren vermögend wurde. Die Gestaltung des Gebäudes gleicht dem des Palacio Salvo in Montevideo, Uruguay.
Der Palacio Barolo wurde entworfen im Einklang mit dem Kosmos, wie er in Dante Alighieris Göttlicher Komödie beschrieben wurde. Die 22 Etagen sind in drei Sektionen unterteilt. Der Keller und das Erdgeschoss repräsentieren die Hölle, die Etagen 1 bis 14 das Fegefeuer und 15 bis 22 den Himmel. Die Höhe von 100 Metern entspricht den 100 Gesängen der Göttlichen Komödie.
Als der Palacio Barolo 1923 fertiggestellt wurde, war er nicht nur das höchste Gebäude der Stadt, sondern ganz Südamerikas. Es blieb das höchste Haus in Südamerika bis 1928, der Fertigstellung des Palacio Salvo und in Buenos Aires bis 1935, als das Edificio Kavanagh fertiggestellt wurde. 1997 wurde der Palacio Barolo in die Liste der Nationalen Historischen Monumente aufgenommen.